# Parafia Najświętszej Maryi Panny Matki Odkupiciela i św. Jana Bożego w Łodzi
Parafia pw. Najświętszej Maryi Panny Matki Odkupiciela i Świętego Jana Bożego – parafia rzymskokatolicka obejmująca teren blokowiska na łódzkim osiedlu Chojny na terenie dzielnicy Górna, wchodząca w skład dekanatu Łódź-Chojny-Dąbrowa Archidiecezji Łódzkiej.

## Historia
Parafia została erygowana 18 sierpnia 1988 r. przez biskupa Władysława Ziółka, który powierzył misję budowy nowego kościoła dotychczasowemu wikariuszowi parafii Matki Boskiej Jasnogórskiej, ks. Władysławowi Łojanowi.   
Kościół wybudowany został w latach 1994–1999 według projektu architekta Aleksego Dworczaka. Wykonany w stylu nowoczesnym kościół został poświęcony 11 października 1999 r. i konsekrowany 5 marca 2000 r. przez abpa Władysława Ziółka.

## Msze święte
W niedzielę i święta: 
- 8.00 – dla ogółu wiernych
- 10.00 – dla młodzieży
- 12.00 – suma z udziałem dzieci
- 13.15 – dla ogółu wiernych (z udzieleniem Chrztu Świętego)
- 18.00 – dla ogółu wiernych
- 20.00 – dla ogółu wiernych

W dni powszednie
- 7.00
- 18.00

## Proboszczowie
- 1988–2018 – ks. prał. Władysław Łojan
- od 2018 – ks. kan. Jarosław Nowak